# Fiori nell'attico
Fiori nell'attico è un film del 1987 diretto da Jeffrey Bloom e tratto dal romanzo Fiori senza sole di V.C. Andrews.

## Trama
Dopo l'improvvisa morte del padre, gli adolescenti Chris (14 anni), Cathy (13 anni) e i gemelli di 5 anni Cory e Carrie sono costretti a recarsi con la madre Corrine a vivere con i suoi ricchi genitori, che l'hanno ripudiata anni fa.
La madre di Corrine, Olivia, una fanatica religiosa, accoglie la figlia ed i nipoti a condizione che i bambini debbano essere sequestrati in una stanza chiusa, in modo che il marito morente Malcolm non sappia della loro esistenza. I bambini vengono così rinchiusi in una delle camere da letto della villa, con accesso solo all'attico tramite una scala segreta. La loro nonna rivela la verità su ciò che ha portato Corrine ad essere ripudiata da suo padre: il marito di Corrine era il fratellastro di suo padre, rendendo così i loro figli il prodotto di un incesto. Tornando ai bambini quella notte, Corinne è costretta a mostrare di essere stata picchiata da sua madre come punizione per aver sposato suo zio e aver avuto con lui dei figli. Corrine spiega che, poiché suo padre non sa dei bambini, ha ancora la possibilità di ereditare la sua fortuna quando lui morirà.
Ben presto i bambini soffrono per la loro reclusione perché le visite della madre diventano sempre meno frequenti e si scontrano con la nonna ultra-religiosa. Olivia diventa ossessionata dalla convinzione che Chris e Cathy siano amanti, facendo eco a Corrine e suo zio. Trovandoli a dormire nello stesso letto, Olivia rompe il carillon della ballerina di Cathy, un regalo che aveva avuto da suo padre. Scopre che i fratelli parlano mentre Cathy sta facendo il bagno e Chris la insegue, ma Olivia tende un'imboscata a Cathy in camera da letto, rinchiude Chris nell'armadio e taglia i capelli di Cathy. Lasciata senza cibo per una settimana, Cathy rischia di morire di fame mentre Chris è costretto a nutrire Cory con il suo stesso sangue.
I bambini sono spesso malati, soprattutto Cory e Carrie. Chris e Cathy rimuovono i cardini dalla loro porta chiusa a chiave per sgattaiolare fuori di tanto in tanto e scoprono che, durante la loro prigionia, la loro madre ha vissuto una vita di lusso e ha frequentato un giovane avvocato, Bart Winslow. Quando la donna fa loro visita, i ragazzi la affrontano per averli trascurati. Cory si ammala gravemente ed Olivia e Corrine accettano di portarlo in ospedale. Successivamente Corrine torna ad informare i figli che Cory è morto. I ragazzi sono devastati della notizia. Quando scopre che il loro topo domestico è morto dopo aver mangiato un biscotto che Cory non aveva finito a colazione, Chris sospetta che la loro nonna li abbia avvelenati con l'arsenico. I ragazzi, temendo per le loro vite, decidono quindi di scappare.
Chris sgattaiola fuori per rubare dei soldi prima della fuga e scopre che la loro madre sposerà Winslow alla villa la mattina seguente. Chris suggerisce di sgattaiolare fuori durante il matrimonio vestiti con abiti eleganti trovati nell'attico. Quando il giorno successivo Olivia si reca da loro, Chris la colpisce con una spalliera di legno che ha rimosso del letto. Cathy poi suggerisce a Chris che dovrebbero dire la verità al nonno. Entrati in quella che è la stanza dell'uomo la trovano vuota ed intuiscono così che il nonno è morto da mesi. Trovano anche una copia del suo testamento, vecchio di due mesi, con una clausola che se mai verrà rivelato, anche dopo la sua morte, che Corrine ha avuto figli dal suo primo matrimonio, lei verrà diseredata. I bambini si rendono conto con orrore che è Corrine, e non Olivia, li stava avvelenando per assicurarsi la sua eredità.
I ragazzi si recano al matrimonio di Corrine e si presentano allo sposo come i figli della sposa, ma la dona nega che siano figli suoi. Cathy la accusa di essere una cattiva madre e di non aver rispettato la promessa di liberarli dopo la morte di suo padre. Chris la accusa di non averli liberati perché se si fosse saputo della loro esistenza sarebbe stata diseredata come scritto nel testamento del nonno. La donna nega le loro accusa e allora Chris mostra il topo morto come prova. Cathy cerca di costringere sua madre a mangiare un biscotto che la donna aveva cosparso di arsenico. Corrine fugge su un balcone seguita da Cathy. Le due hanno una lite al termine della quale accidentalmente Cathy spinge la madre giù dal balcone. La donna cadendo rimane impiccata dal suo stesso velo da sposa.
I ragazzi lasciano la villa mentre la nonna li guarda dalla finestra con disprezzo. La voce di una Cathy anziana rivela i ragazzi hanno avuto la loro vendetta e che hanno continuato a vivere da soli; Chris è diventato un medico e Cathy ha ripreso a ballare, anche se Carrie "non è mai stata veramente sana". Cathy si chiede anche se sua nonna sia ancora viva e se sta aspettando il suo ritorno.

## Produzione

### Pre-produzione
Quando vendette i diritti del suo romanzo ai produttori Thomas Fries e Sy Levin, V. C. Andrews chiese di poter scegliere lei la sceneggiatura del film. Rifiutò cinque sceneggiature (la sceneggiatura violenta e grafica di Wes Craven venne però rifiutata dai produttori), prima di scegliere la sceneggiatura di Jeffrey Bloom, che avrebbe anche diretto. La sceneggiatura di Bloom era quella più vicina al romanzo, ma, non avendo il pieno controllo sull'argomento del film, i numerosi produttori e i due studi hanno apportato delle modifiche alla sceneggiatura con la forza; strappandogli così molti punti della trama e temi del romanzo, inclusa la relazione incestuosa tra i fratelli maggiori. Bloom ha detto che c'erano molti conflitti nella produzione, ma non poteva fare nulla per convincere i produttori dei molti drastici cambiamenti apportati alla sceneggiatura.
Originariamente, Bloom voleva che fosse David Shire a realizzare la colonna sonora del film, ma invece i produttori scelsero Christopher Young.

### Casting
Le attrici veterane Louise Fletcher e Victoria Tennant sono state scelte rispettivamente come la nonna e la madre, mentre i quattro figli sono stati interpretati dagli esordienti Kristy Swanson, Jeb Stuart Adams, Ben Ganger e Lindsay Parker. La Swanson una volta ha affermato che quando V.C. Andrews l'ha incontrata, ha detto che la Swanson era proprio come si immaginava Cathy.
Essendo una produzione a budget piuttosto basso, ha detto Bloom, i grandi nomi non sono stati considerati per nessun ruolo nel film. Jeffrey Bloom fece un provino a Sharon Stone per il film, ma non riuscì a convincere i produttori a darle la parte di Corrine, la madre.

### Riprese
Louise Fletcher voleva approfondire il suo ruolo, così una sera ha chiamato la Andrews per chiederle della motivazione del suo personaggio nel film. Era anche così coinvolta nella parte, che è rimasta strettamente nel personaggio della nonna per tutto il tempo, anche quando non stava girando. "Non potevo lasciarmi pensare a distrazioni come che bella giornata o cosa avremo a pranzo?" ha detto in un'intervista.
La Andrews ha recitato in un cameo come cameriera a Foxworth Hall, intenta a strofinare i vetri di una finestra dopo che Chris e Cathy hanno tentato di scappare dal tetto.
Bloom ha dichiarato che, dopo che le riprese sono state completate, i produttori lo hanno contattato per girare un nuovo finale, e una delle tante idee era che i fratelli uccidessero accidentalmente Corinne durante la loro fuga. Bloom ha cercato di dissuaderli e quando non è stato in grado di convincerli del contrario, alla fine ha lasciato il progetto. Il nuovo finale, in parte ispirato al finale della sceneggiatura di Wes Craven, è stato girato da qualcun altro.
Castle Hill, una dimora in stile Tudor revival a Ipswich, Massachusetts, ha funto da Foxworth Hall ed era il luogo principale in cui sono state girate quasi tutte le scene interne ed esterne. La scena iniziale mostra i bambini che camminano verso la parte anteriore della casa dopo essere stati lasciati dall'autobus. In realtà la fermata dell'autobus è alla fine del verde ondeggiante dove finisce il prato e inizia l'oceano. La scena finale del film, in cui Cathy spinge sua madre Corrine giù dal balcone e il suo velo da sposa rimane impigliata nel traliccio, strangolandola a morte, è stata girata a Greystone Mansion a Beverly Hills, California.

### Post-produzione
Jeffrey Bloom non ha avuto alcun coinvolgimento nel montaggio finale del film, poiché aveva abbandonato il set per rifiutarsi di girare un nuovo finale. Ha anche affermato che, per quanto riguarda le scene che coinvolgono l'incesto tra Chris e Cathy, le scene erano presenti e sono state effettivamente tagliate.
La versione originale di Bloom venne proiettata a un pubblico di prova nel dicembre 1986 nella San Fernando Valley, e fu accolta con reazioni negative, principalmente a causa delle scene di incesto tra Cathy e Chris. Il pubblico del test, composto per lo più da adolescenti di sesso femminile (lo stesso gruppo demografico a cui era rivolta la serie di libri), ha riferito nelle schede di prova di essere disgustato dalle scene e un altro in cui Corrine si spoglia davanti a suo padre per essere frustato dalla madre. A loro non piaceva nemmeno il finale originale, dove il personaggio di Louise Fletcher cerca di uccidere i bambini con un coltello da macellaio, perché lo trovavano "troppo orribile".
I produttori insistitettero per un nuovo finale perché pensavano che il pubblico del film avrebbe voluto vedere i bambini vendicarsi di Corrine, quindi un regista sconosciuto è stato chiamato per filmare il nuovo finale in cui Corrine muore (nonostante il fatto che il suo personaggio sia vivo nei primi tre libri della serie). Mentre la maggior parte del film è stata girata in Massachusetts, il nuovo finale è stato girato in California. Il film è stato gravemente ritagliato. Ciò è stato fatto non solo per rimuovere "contenuti sensibili", ma anche per rendere più brevi le proiezioni cinematografiche, così come l'aggiunta del famigerato nuovo finale che lo scrittore e regista Jeffrey Bloom odiava e si rifiutò di girare. Il film è stato poi nuovamente proiettato ad un pubblico di prova nel gennaio 1987. Questa versione è stata accolta con un feedback più positivo ed è stata la versione che è stata proiettata nelle sale. A causa di un drastico ri-montaggio, la data di uscita del film, inizialmente pensata a marzo, venne rinviata a novembre, quasi un anno dopo il completamento della versione originale di Bloom e della proiezione di prova.
Una delle scene cancellate dal montaggio finale del film è stata mostrata in un programma televisivo che copre la produzione dietro le quinte del film. È una scena estesa di quando Chris e Cathy entrano nella camera da letto di Corrine. Mostra Cathy che gira per la stanza chiedendosi perché non ci sono foto dei figli di Corrine o di suo marito nella stanza. Un'altra scena cancellata è stata filmata in cui Corrine e la nonna si affrontano dopo la morte di Cory e la nonna viene mostrata sorridente, indicando che era coinvolta nel funerale di Cory.
Secondo Bloom in un'intervista del 2010, le nudità e le scene di incesto non sono state tagliate solo a causa del feedback negativo del pubblico di prova, ma anche perché lo studio ei produttori volevano assicurarsi un punteggio inferiore. Anche le "piccole inquadrature e piccole cose suggestive" sono state tagliate per assicurarsi che il film ricevesse una valutazione PG-13 dalla MPAA.

## Accoglienza

### Critica
Il film ha ricevuto recensioni per lo più negative dai critici e fan del libro, che non hanno apprezzato il ritmo lento del film, la recitazione e i cambiamenti di trama; detiene una valutazione del 13% su Rotten Tomatoes, sulla base di 8 recensioni
. Variety ha commentato che "il romanzo di V.C. Andrews sulle relazioni incestuose e l'infanzia confinata è sempre stato un ottimo candidato per un trattamento cinematografico, ma il regista Jeffrey Bloom ha preso la narrativa e ne ha spremuto la vita. Le esibizioni sono rigide e tristi come la soffitta in cui sono imprigionati questi bambini." Richard Harrington del The Washington Post ha detto, "è lento, rigido, stupido e insensato, un film completamente privo di motivazione, sviluppo e sfumature, e ulteriormente rovinato da una recitazione e una regia imbarazzanti." TV Guide ha valutato il film con una stella su quattro, affermando che "la versione cinematografica del romanzo della Andrews è incredibilmente docile e decisamente noiosa
." Time Out London ha scritto che "poiché la fantasia è stata spogliata di tutti i ritagli metaforici, la trama sublimemente ridicola ha maggiori probabilità di ridurre il pubblico alle risate che alle lacrime."
Le revisioni recenti sono state leggermente più contrastanti; Una recensione pubblicata nel 2012 sul sito Web Basement Rejects ha assegnato al film quattro stelle e mezzo su dieci e ha affermato: "Fiori nell'attico è nella categoria così male, è buono. Oscilla sull'orlo del cattivo, ma ha un aspetto un po' 'kitsch."  Una recensione di marzo 2018 per il sito Web Cinema's Fringes sull'imminente uscita in Blu-ray di Arrow Films è stata un po' 'più favorevole e, sebbene critica la recitazione, ha affermato che " Flowers in the Attic è un film con molti problemi ma è ancora deviante come un pezzo di nostalgia anni Ottanta". Il film ha ricevuto una recensione positiva sul sito web Cinematic Addiction, dove è stato elogiato per la sua recitazione, la regia e la musica.La recensione ha specificato "Fiori nell'attico è un bel film. Non è certo un film per tutti - tratta temi molto inquietanti - ma è un film efficace."

### Botteghino
Al suo debutto nei cinema il film si è piazzato al terzo posto in classifica e ha incassato in totale 15 milioni di dollari.

## Potenziale sequel
Secondo Kristy Swanson, era previsto un sequel del film basato sul sequel del romanzo, Petali di tenebra. La Fries Entertainment avrebbe dovuto produrre il film la cui sceneggiatura era stata scritta da Mark David Perry. Il film sarebbe stato basato sulla stessa trama del romanzo sequel, con l'eccezione della mancanza del personaggio di Corinne Foxworth poiché è stata uccisa nel film originale.
Swanson accettò di tornare ad interpretare la sua parte, ma non venne mai più contattata in merito al film dopo che le venne inviata la sceneggiatura; "Mi è stata inviata una sceneggiatura di Petals on the Wind e non è mai decollata ... Ricordo di aver incontrato Louise Fletcher a Santa Barbara circa quattro anni fa. Mi ha chiesto se avessi ricevuto la sceneggiatura di Petals on the Wind, che avevo, e lei voleva sapere se l'avevo letta. Le ho detto che l'avevo fatto e che mi avevano chiamato per questo. Ero interessata ma poi non li ho più sentiti. E a quanto pare la stessa cosa è successa con lei. È come se volessero farlo ma non sono riusciti a farlo decollare ... Quando ho letto la sceneggiatura, non ero troppo entusiasta. So che Cathy ne passa tante nel prossimo libro e la sceneggiatura era una vera "festa del sesso". Rimane incinta e ha così tante relazioni. C'è suo fratello, Christopher, e poi ha una relazione con Julian, il ballerino, e c'è Paul, il dottore. In realtà mi stavo chiedendo se avrei dovuto fare anche un sequel, sai? Semplicemente non sapevo se dovesse essere fatto."

## Home media
Negli Stati Uniti, Fiori nell'attico è stato distribuito per la prima volta su VHS. Anchor Bay Entertainment in seguito acquisì i diritti di distribuzione domestica e pubblicò il film in video il 3 ottobre 1997. Questo fu seguito da un DVD della Anchor Bay il 10 aprile 2001, che conteneva una versione rimasterizzata di recente presentata nelle sue proporzioni originali di 1,85: 1, la traccia audio Mono originale in Dolby Digital e il trailer cinematografico. Image Entertainment ha lanciato il film in DVD come parte della loro "Midnight Madness Series" il 20 settembre 2011. Il film è uscito per la prima volta in Blu-ray  negli Stati Uniti il 9 settembre 2014.
Nel Regno Unito, il film ha ricevuto un'uscita in VHS da Cinema Club il 26 gennaio 2000. È stato reso disponibile in DVD tre volte, prima da Cinema Club il 7 giugno 2004, poi da Anchor Bay Entertainment il 21 febbraio 005, e dalla società di distribuzione economica Boulevard Entertainment. Fiori nell'attico ha ricevuto la sua uscita in Blu-ray nel Regno Unito il 12 marzo 2018 tramite Arrow Filmsnella versione più definitiva fino ad oggi; il set in edizione speciale contiene le proporzioni originali di 1,85: 1, una traccia audio in inglese LCPM 2.0, sottotitoli in inglese SDH e numerosi speciali, tra cui interviste al cast e alla troupe, commenti audio, finale originale, trailer teatrale originale e altro ancora. Il set contiene anche copertine originali e commissionate di recente e un libretto da collezione disponibile solo in prima stampa.
In Italia il film è stato distribuito in VHS dalla Multivision e dalla Fonit Cetra Video. In Italia è stato distribuito anche in laserdisc dalla Philips

## Riconoscimenti
- 1988 - Saturn Award[27]
  - Nomination Miglior attrice non protagonista a Louise Fletcher
- 1989 - Young Artist Award[27]
  - Best Young Actress in a Horror or Mystery Motion Picture a Kristy Swanson